# Salmophasia acinaces
Salmophasia acinaces е вид лъчеперка от семейство Шаранови (Cyprinidae). Видът не е застрашен от изчезване.

## Разпространение и местообитание
Разпространен е в Индия (Андхра Прадеш, Карнатака, Керала, Махаращра и Тамил Наду).
Обитава сладководни басейни, реки и потоци.

## Описание
На дължина достигат до 15 cm.